# 2015-ös Formula–E Monte-Carlo nagydíj
A 2015-ös Formula–E Monte-Carlo nagydíjat május 9-én rendezték. Sébastien Buemi megszerezte a pole-pozíciót, majd a futamon is diadalmaskodni tudott.

## Időmérő
| Helyezés | Rajtszám | Versenyző              | Csapat          | Idő    | Különbség |
| -------- | -------- | ---------------------- | --------------- | ------ | --------- |
| 1        | 9        | Sébastien Buemi        | e.dams Renault  | 53,478 | –         |
| 2        | 11       | Lucas di Grassi        | Audi Sport Abt  | 53,669 | +0,191    |
| 3        | 7        | Jérôme d’Ambrosio      | Dragon Racing   | 53,702 | +0,224    |
| 4        | 99       | Nelson Piquet, Jr.     | NEXTEV TCR      | 53,712 | +0,234    |
| 5[1]     | 6        | Loïc Duval             | Dragon Racing   | 53,804 | +0,326    |
| 6        | 66       | Daniel Abt             | Audi Sport Abt  | 53,891 | +0,413    |
| 7        | 8        | Nicolas Prost          | e.dams Renault  | 53,909 | +0,431    |
| 8[1]     | 3        | Jaime Alguersuari      | Virgin Racing   | 54,021 | +0,543    |
| 9        | 21       | Bruno Senna            | Mahindra Racing | 54,035 | +0,557    |
| 10       | 4        | Stéphane Sarrazin      | Venturi         | 54,133 | +0,655    |
| 11       | 77       | Salvador Durán         | Amlin Aguri     | 54,175 | +0,697    |
| 12       | 2        | Sam Bird               | Virgin Racing   | 54,253 | +0,775    |
| 13       | 27       | Jean-Éric Vergne       | Andretti        | 54,260 | +0,782    |
| 14       | 10       | Jarno Trulli           | Trulli          | 54,339 | +0,861    |
| 15       | 28       | Scott Speed            | Andretti        | 54,347 | +0,869    |
| 16       | 18       | Vitantonio Liuzzi      | Trulli          | 54,462 | +0,984    |
| 17[2]    | 23       | Nick Heidfeld          | Venturi         | 54,502 | +1,024    |
| 18       | 88       | Charles Pic            | NEXTEV TCR      | 54,652 | +1,174    |
| 19[1]    | 5        | Karun Chandhok         | Mahindra Racing | 54,858 | +1,380    |
| 20       | 55       | António Félix da Costa | Amlin Aguri     | 56,938 | +3,460    |

Megjegyzések:
- ↑ 1:  Duval, Alguersuari és Chandhok 10 rajthelyes büntetés kapott az energia raktározó rendszer cseréléséért.
- ↑ 2:  Heidfeld leggyorsabb körét törölték, mert több energiát használt a megengedettnél.

## Futam

### Fanboost
Az alábbi versenyzők használhatták a Fanboost-ot.
|    | #  | Versenyző          | Csapat      |
| -- | -- | ------------------ | ----------- |
| 1. | 99 | Nelson Piquet, Jr. | NEXTEV TCR  |
| 2. | 27 | Jean-Éric Vergne   | Andretti    |
| 3. | 77 | Salvador Durán     | Amlin Aguri |

### Futam
| Poz.  | #  | Versenyző              | Csapat          | Kör | Idő/Kiesés oka | Rajthely | Pont |
| ----- | -- | ---------------------- | --------------- | --- | -------------- | -------- | ---- |
| 1     | 9  | Sébastien Buemi        | e.dams Renault  | 47  | 48:05,225      | 1        | 28*  |
| 2     | 11 | Lucas di Grassi        | Audi Sport Abt  | 47  | +2,154         | 2        | 18   |
| 3     | 99 | Nelson Piquet, Jr.     | NEXTEV TCR      | 47  | +4,634         | 4        | 15   |
| 4     | 2  | Sam Bird               | Virgin Racing   | 47  | +4,801         | 10       | 12   |
| 5     | 7  | Jérôme d’Ambrosio      | Dragon Racing   | 47  | +5,881         | 3        | 10   |
| 6     | 8  | Nicolas Prost          | e.dams Renault  | 47  | +11,032        | 6        | 8    |
| 7     | 4  | Stéphane Sarrazin      | Venturi         | 47  | +26,472        | 8        | 6    |
| 8     | 88 | Charles Pic            | NEXTEV TCR      | 47  | +49,538        | 18       | 4    |
| 9     | 55 | António Félix da Costa | Amlin Aguri     | 47  | +52,658        | 19       | 2    |
| 10    | 23 | Nick Heidfeld          | Venturi         | 47  | +52,936        | 16       | 1    |
| 11    | 10 | Jarno Trulli           | Trulli          | 47  | +58,984        | 12       |      |
| 12[3] | 28 | Scott Speed            | Andretti        | 47  | +1:14,138      | 13       |      |
| 13    | 5  | Karun Chandhok         | Mahindra Racing | 46  | +1 kör         | 20       |      |
| Ki    | 18 | Vitantonio Liuzzi      | Trulli          | 36  | Kiesett        | 15       |      |
| Ki    | 27 | Jean-Éric Vergne       | Andretti        | 33  | Kiesett        | 11       | 2*   |
| Ki    | 77 | Salvador Durán         | Amlin Aguri     | 28  | Kiesett        | 9        |      |
| Ki    | 6  | Loïc Duval             | Dragon Racing   | 24  | Kiesett        | 14       |      |
| Ki    | 66 | Daniel Abt             | Audi Sport Abt  | 14  | Kiesett        | 5        |      |
| Ki    | 3  | Jaime Alguersuari      | Virgin Racing   | 0   | Baleset        | 17       |      |
| Ki    | 21 | Bruno Senna            | Mahindra Racing | 0   | Baleset        | 7        |      |

Jegyzetek:
- ↑ 3:  Scott Speed a futam után 33 másodperces büntetést kapott, mert a futamon a megengedettnél több energiát használt.
- 3 pont a Pole-pozícióért.
- 2 pont a futamon futott leggyorsabb körért.

## A világbajnokság élmezőnyének állása a verseny után
(Teljes táblázat)
| H  | Versenyzők         | Pont | H  | Konstruktőrök  | Pont |
| -- | ------------------ | ---- | -- | -------------- | ---- |
| 1. | Lucas di Grassi    | 93   | 1. | e.dams Renault | 160  |
| 2. | Nelson Piquet, Jr. | 89   | 2. | Audi Sport Abt | 115  |
| 3. | Sébastien Buemi    | 83   | 3. | Virgin Racing  | 94   |
| 4. | Nicolas Prost      | 77   | 4. | NEXTEV TCR     | 93   |
| 5. | Sam Bird           | 64   | 5. | Andretti       | 82   |

- Jegyzet: Csak az első 5 helyezett van feltüntetve mindkét táblázatban.